# Maria Benni
Maria Anna Benniowa z domu White (ur. 2 lutego 1800 w Glasgow, zm. w 1874 w Warszawie) – działaczka misyjna, żona pastora ewangelickiego, założycielka i opiekunka ochronki dla sierot.

## Życiorys
Urodziła się w szkocko-angielskiej rodzinie prezbiteriańskiej pochodzenia szlacheckiego jako córka obywatela brytyjskiego Arthura White'a i Ludwiki z Harriotów. Była siostrą Arthura White’a, pracownika brytyjskiej służby konsularnej, i ciotką sir Williama Arthura White’a (1824-1891), wybitnego dyplomaty brytyjskiego. Przed 1829 przebywała pod opieką brata w Puławach i aktywnie współdziałała z misjonarzami angielskimi, szerzącymi protestantyzm wśród ludności żydowskiej. Podczas pracy misyjnej poznała Jana Jakuba Benniego (1800-1863), pastora ewangelickiego pochodzenia żydowskiego, praktykującego w latach 1827-1833 w Piotrkowie Trybunalskim. 19 stycznia 1829 wyszła za niego za mąż. Początkowo mieszkała wraz z mężem w Piotrkowie. 

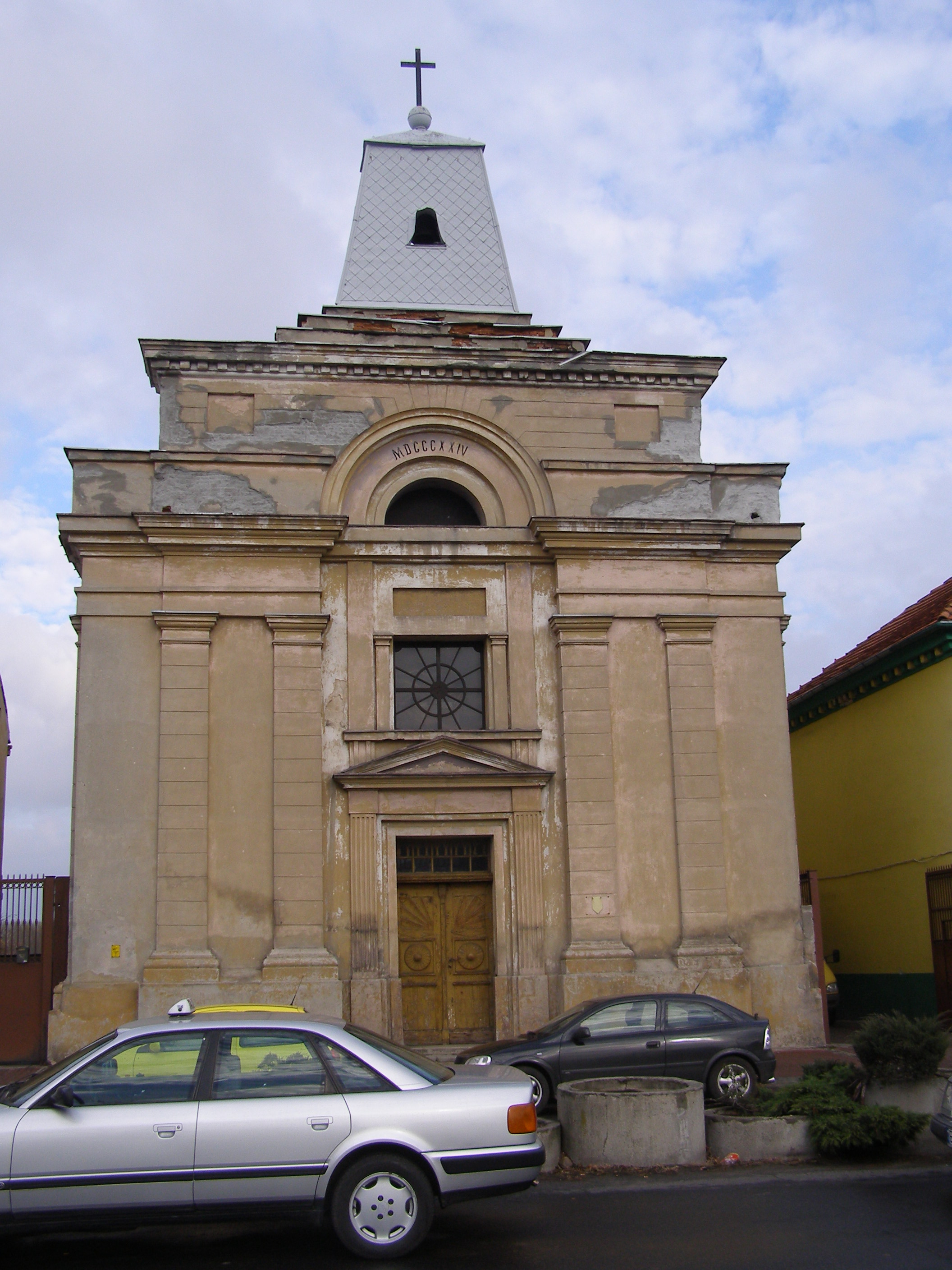
Dawny kościół ewangelicki w Tomaszowie Mazowieckim, gdzie Jan Jakub Benni, mąż Marii Anny Benniowej, pełnił posługę pasterską

W 1833 osiedliła się w Tomaszowie Mazowieckim, gdzie Jan Jakub Benni został pierwszym proboszczem świeżo powołanej parafii ewangelickiej (w l. 1833-1863). Mieszkała wraz z rodziną w budynku położonym na północnej pierzei Rynku św. Józefa nr 6 (ob. Plac Kościuszki 22). Urodziła pięcioro dzieci: Annę Amalię Benni (ur. 25 sierpnia 1830 w Piotrkowie Tryb.); Fryderyka Emanuela Hermana (1834-1900), proboszcza parafii ewangelickiej w Tomaszowie i Kaliszu, nauczyciela, lektora języka angielskiego w Uniwersytecie Warszawskim, publicystę, redaktora czasopism; Marię Rachelę (ur. 28 września 1836 r. w Tomaszowie, zm. 25 listopada 1909 r.), żonę Mikołaja Salwiana Adelsteina (1821-1889), referenta Administracji Rządowej Dochodów Tabacznych i urzędnika Drogi Żelaznej Warszawsko-Terespolskiej; Artura Wilhelma (1839-1867), dziennikarza, bojownika i rewolucjonistę; Karola Abrahama Henryka (1843-1916), wybitnego lekarza, działacza społecznego, pierwszego redaktora czasopisma „Medycyna” (zob. Polski Słownik Biograficzny I 436-437). W domu państwa Bennich mówiono po angielsku i dzieci wychowywano według wzorców brytyjskich, ale dbano także o to, by dzieci posługiwali się sprawnie językiem polskim, rosyjskim, niemieckim i francuskim, co potwierdził pisarz polski Teodor Tripplin. Odwiedzał on Tomaszów Mazowiecki w połowie XIX wieku (po raz pierwszy w grudniu 1849 r.) i w jednej z prac pozostawił urzekający opis całej rodziny Bennich. W roku 1851 stworzyła wraz mężem ochronkę dla sierot, którą samodzielnie kierowała, gdy pastor Benni poważnie zachorował. Po śmierci męża, który zmarł 23 stycznia 1863 r. w Tomaszowie „po długiej a ciężkiej chorobie”, zamieszkała z obiema córkami i najstarszym synem Hermanem, który po ojcu objął opiekę nad tomaszowskimi ewangelikami (był pastorem w Tomaszowie w latach 1863-1870). Pod koniec życia (ok. r. 1870) przeniosła się do syna Karola do Warszawy. Tam zmarła, przeżywszy lat 74. Pochowana na cmentarzu ewangelicko-reformowanym w Warszawie (sektor A, rząd 3, grób 4).